# Гобийский геккон
Гоби́йский гекко́н, или гоби́йский тонкопа́лый гекко́н, или гоби́йский голопа́лый гекко́н (лат. Tenuidactylus elongatus), — вид пресмыкающихся из семейства гекконовых. Типовая территория — Янгигисар (Синьцзян-Уйгурский автономный район, Китай).
Популяцию тонкопалых гекконов Tenuidactylus dadunensis в Турфанской впадине ранее также относили к этому виду, но позднее ей был присвоен видовой статус.

## Описание
Мелкий геккон с продолговатым туловищем. Длина тела до 5,8 см, длина хвоста — до 7,5 см. Конечности длинные: вытянутые передние конечности достигают края морды, в то время как задние заходят впереди плеч. Голова покрыта гранулярными однородными чешуями. Спина покрыта округло-треугольными бугорками размером примерно с ушное отверстие. Бугорки не образуют правильных рядов, но тем не менее поперёк спины можно насчитать около 12—14 таких рядов.
Хвост тонкий, сужающийся к концу, кольчатый, покрыт трапециевидными килеватыми чешуями. Нижняя поверхность хвоста покрыта рядом крупных щитков, примерно равных по длине и ширине. У самцов 4—7 преанальных пор расположены в виде изломанной V-образной линии.
Окраска светло-палево-серая, с 5—7 тёмными поперечными полосами на туловище и конечностях и 7—10 полосами на хвосте. На боках головы продольная полоска от глаза до затылка и в углу рта. У молодых гекконов последняя треть хвоста молочно-белого цвета, а тёмные поперечные полосы отсутствуют. Брюшная сторона тела белая.

## Распространение
Распространён в Заалтайской Гоби в Южной Монголии до р. Эдзин-Гол на восток и до Кашгарии на запад, где он спорадически встречается по сухим каньонам и останцам гор. Обитает на высоте 700—1500 м над уровнем моря.
Территории обитания этого вида характеризуются низкой плотностью населения людей, и потому мало затронуты какими-либо угрозами его численности, в связи с чем Международным союзом охраны природы он отнесён к категории «Вызывающие наименьшие опасения».
Плотность популяции в окрестностях Шар-Хулсны Булак и в каньоне Ногон-Цав достаточно высока — более 20 особей на 500 м².

## Образ жизни
Питается насекомыми и другими мелкими беспозвоночными. В лабораторных условиях предпочитали мух, менее охотно клопов и пауков и отказывались от мелких кузнечиков.
Для вида характерна сумеречно-ночная активность.
Яйцекладущий. Новорождённая особь отмечена в августе.

## Охранный статус
Слабо изученный вид с ограниченным ареалом, большая часть которого находится на территории Монголии. Охраняется в Гобийском биосферном заповеднике. Включён в Красную книгу Монголии, где отнесён к категории редких видов.